# Islandia en los Juegos Olímpicos de Innsbruck 1976
Islandia estuvo representada en los Juegos Olímpicos de Innsbruck 1976 por ocho deportistas, seis hombres y dos mujeres, que compitieron en dos deportes.
El portador de la bandera en la ceremonia de apertura fue el esquiador alpino Árni Óðinsson. El equipo olímpico islandés no obtuvo ninguna medalla en estos Juegos.